# Dirk Asendorpf
Dirk Asendorpf (* 1959 in Essen) ist ein deutscher freier Journalist. Er arbeitet für Die Zeit, Sender der ARD (überwiegend für SWR2 und Deutschlandradio Kultur), früher für die taz.

## Leben
Asendorpf wuchs in Schleswig-Holstein auf und studierte Sozialwissenschaften in Oldenburg, Madrid und Bremen. Von 1985 bis 1996 war er Redakteur in der Inlandsnachrichtenredaktion der taz. Nebenbei war er freier Mitarbeiter für den Hörfunk und hielt sich länger in Lateinamerika auf. Ende 1996 wurde er freier Journalist in Mthatha. 2001 promovierte er am Institut für Afrikanistik der Universität Leipzig mit dem Thema Politische Kultur im neuen Südafrika. Danach arbeitete er als freier Journalist in Bremen.
Seine Zeitungsartikel und Rundfunkbeiträge behandeln Themen zur Raumfahrt, Raumsonde Rosetta, Smart Meter, Besonderheiten bei der Wärmedämmung, Umbruch in der Medienlandschaft, Zukunft von Zeitungen, IT-Sicherheit, Energiewende, Klimawandel, Entwicklungs-, Umwelt-, Energie- und Klimapolitik, darunter die Prosumer in Wildpoldsried, Aquakulturen, den Rebound-Effekt, Umweltschutz auf See sowie Themen zu Afrika und Südamerika. Für SWR2 Wissen und den Deutschlandfunk-„Hintergrund“ ist er Autor ganzer Sendungen.

## Auszeichnungen
- 2015: Journalistenpreis Informatik[2]
- 2010: Hansgrohe-Preis[3]
- 2009: Robert-Mayer-Preis
- 2009: Journalistenpreis „Unendlich viel Energie“ Kategorie Hörfunk[4]

## Werke
- Taxi-Krieg: die Vergewaltigung des öffentlichen Personenverkehrs in Südafrika, das Beispiel Umtata. Institut für Afrikanistik, Leipzig 1999, ISBN 3-932632-34-6.
- Südafrikas politische Kultur im Übergang – neun Fallstudien zum Wechselverhältnis von politischer Kultur und Entscheidungsfindung in Umtata. Institut für Afrika-Kunde im Verbund Deutsches Übersee-Institut, Hamburg 2001, ISBN 3-928049-80-1.